# Đoko Rosić

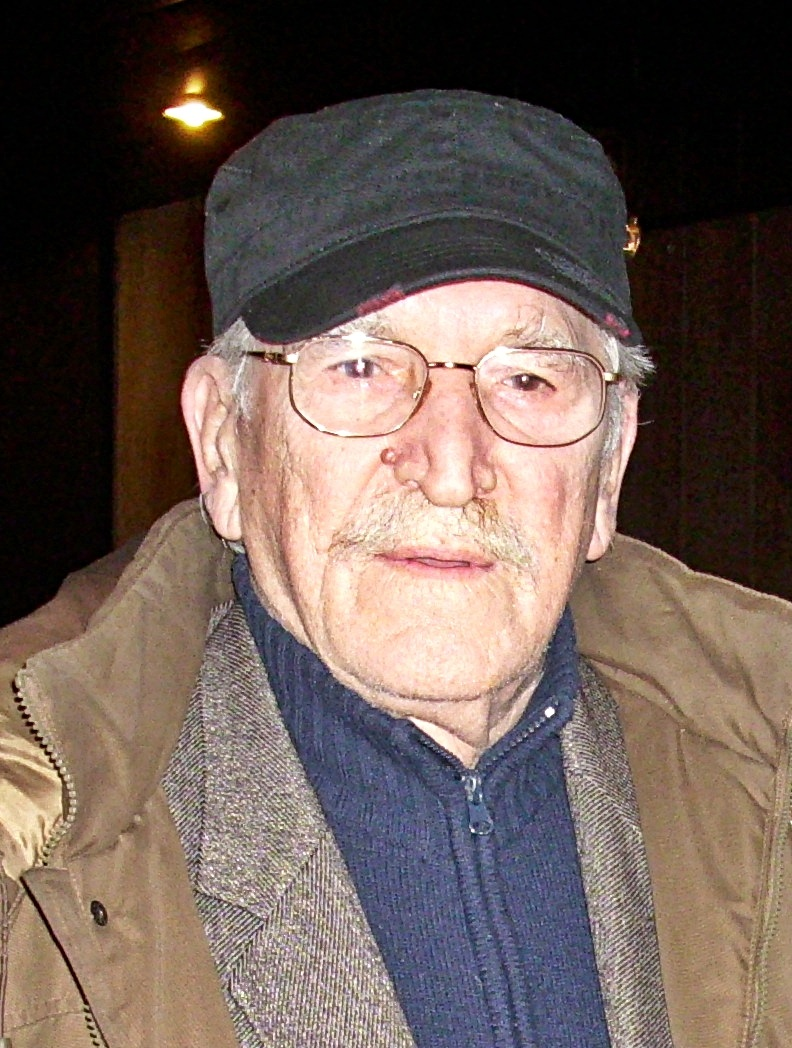

Đorđe "Đoko" Rosić (búlgaro: Джоко Росич, Dzhoko Rosich, serbio: Ђоко Росић nacido el 28 de febrero de 1932 - 21 de febrero de 2014) fue un actor búlgaro serbio que también fue prominente en Serbia y Hungría.
Rosić nació en Krupanj, Reino de Yugoslavia (hoy en el oeste de Serbia), de padre serbio y madre búlgara. A los 19 años, en 1951, emigró a Bulgaria por razones políticas. Se graduó en lo que hoy es la Universidad de Economía Nacional y Mundial en Sofía en 1957. Trabajó como periodista búlgaro en la Radio Nacional durante 17 años, después de haber sido invitado a trabajar en la radio debido a su profunda voz. Rosić filmó su primera película en 1963. Desde ese momento hasta su muerte, en 2014 apareció en más de 110 películas, en su mayoría producciones búlgaras, también un gran número de películas húngaras.
Rosić murió el 21 de febrero de 2014, luego de complicaciones después de la cirugía de tumor cerebral. Tenía 81 años.

## Filmografía selecta
| Año  | Película                    | Película                | Película                 | Rol             | Notas                                   |
| Año  | Título en inglés            | Título en búlgaro       | Transcripción            | Rol             | Notas                                   |
| ---- | --------------------------- | ----------------------- | ------------------------ | --------------- | --------------------------------------- |
| 1969 | The Eighth                  | Осмият                  | Osmiyat                  | Petar           |                                         |
| 1970 | Aesop                       | Езоп                    | Ezop'                    | Kres' messenger |                                         |
| 1974 | My Father the House-Painter | Баща ми бояджията       | Bashta mi boyadzhiyata   |                 |                                         |
| 1980 | The Truck                   | Камионът                | Kamionat                 | Chitanugata     |                                         |
| 1981 | The Queen of Turnovo        | Търновската царица      | Tarnovskata tzaritza     | Papaymayka      |                                         |
| 1981 | Captain Petko Voivode       | Капитан Петко войвода   | Kapitan Petko Voyvoda    |                 | series de TV escrito por Nikolay Haytov |
| 1984 | 681 AD: The Glory of Khan   | 681 - Величието на хана | 681 - Velichieto na hana |                 |                                         |
| 1986 | The Judge                   | Съдията                 | Sadiyata                 | Stoyo Manchev   |                                         |
| 1988 | Time of Violence            | Време разделно          | Vreme razdelno           | Karahasan       |                                         |